# Alstom Transport
Alstom Transport  — дочерняя компания французского Alstom, занимающаяся выпуском оборудования и машин для электровозов, электропоездов, трамваев и инфраструктуры. Расположена в городе Бельфор, где находится завод по сборке локомотивов.

## Железнодорожная продукция
- Подвижной состав.
  - В компанию входят подразделения TGV и AGV по выпуску одноименных высокоскоростных поездов, трамваи серии Citadis, составы метро, пригородные электропоезда Coradia, локомотивы Prima.
- Железнодорожная инфраструктура.
  - Alstom разрабатывает, производит и устанавливает железнодорожную технику, предназначенную для информационных систем, связи, энергоснабжения, автоведения.

### Alstom Transport в России
31 марта 2009 года было подписано соглашение между Alstom Transport и ЗАО «Трансмашхолдинг» о стратегическом партнёрстве. В 2009—2010 годах Alstom приобрела блокирующий пакет (25 % + 1 акция) в капитале материнской компании ЗАО «Трансмашхолдинг». В итоге две компании создали на паритетных условиях СП «Технологии рельсового транспорта» (ТРТ). СП планирует создать три филиала: на базе Новочеркасского электровозостроительного завода (для разработки локомотивов), на базе мытищинского «Метровагонмаша» (для разработки поездов метро, трамваев и электропоездов) и на базе Тверского вагоностроительного завода (разработка пассажирских вагонов).
Основным совместным проектом французской компании и ТМХ в России является разработка и выпуск магистрального пассажирского двухсистемного электровоза ЭП20. С ОАО «РЖД» летом 2010 года был подписан контракт на поставку 200 таких локомотивов. Ожидается, что первый электровоз будет выпущен до конца 2010 года.
После российского вторжения на территорию Украины в 2022 году Alstom приостановил сотрудничество с российскими компаниями. В ноябре 2023 года стало известно о планах компании Alstom продажи своей доли в российской ЗАО «Трансмашхолдинг» до конца 2023 года.

### Alstom Transport в Казахстане
3 июня 2010 года, Alstom Transport и ЗАО «Трансмашхолдинг» подписали меморандум о сотрудничестве с АО «НК «Қазақстан темір жолы» с целью выпуска электровозов. 26 июня 2010 года, был заложен первый кирпич в фундамент совместного предприятия — завода по выпуску электровозов грузовых KZ8A и пассажирских KZ4At в Астане. Доли в АО «Электровоз құрастыру зауыты» распределились следующим образом: Alstom Transport (25 %), ЗАО «Трансмашхолдинг» (25 %) и АО «НК «Қазақстан темір жолы» (50% + 1 акция). Расчётная мощность к 2017 году составит 50 секций электровозов в год. В Казахстане интересы Alstom Transport, Alstom Power, Alstom Grid представляет аффилированное предприятие ТОО «Alstom Казахстан» с головным офисом в Астане.
В 2012 году в Астане был построен Электровозосборочный завод (ЭКЗ), а в 2014 году завод получил договор субподряда на поставку 40 грузовых локомотивов Prima T8 "AZ8A" для Азербайджанской железной дороги.
В марте 2022 года предприятие на 100% перешло в собственность Alstom. К 2022 году благодаря инвестициям в размере 126 млн евро уровень местного содержания в локомотивах увеличился с 4% до 31%. В декабре 2022 года между правительством Казахстана и компанией Alstom было заключено соглашение о наращивании местного производства, по которому предприятие планирует достичь 39% местного содержания к 2025 году.